# Nerita funiculata
Nerita funiculata är en snäckart som beskrevs av Menke 1851. Nerita funiculata ingår i släktet Nerita och familjen båtsnäckor. Inga underarter finns listade i Catalogue of Life.